# 2MASS J10185879-2909535
2MASS J10185879-2909535 ist ein Brauner Zwerg im Sternbild Luftpumpe. Er wurde 2002 von John E. Gizis et al. entdeckt und gehört der Spektralklasse L1 an.